# Tống Pháp Đường
Tống Pháp Đường (sinh tháng 12 năm 1940) là chính khách nước Cộng hòa Nhân dân Trung Hoa. Ông từng giữ chức Bí thư Tỉnh ủy Hắc Long Giang và Tỉnh trưởng Chính phủ Nhân dân tỉnh Hắc Long Giang.

## Tiểu sử
Tống Pháp Đường sinh tháng 12 năm 1940, người huyện Đàm Thành, tỉnh Sơn Đông. Tháng 3 năm 1961, ông gia nhập Đảng Cộng sản Trung Quốc. Tháng 7 năm 1964, ông tham gia công tác. Ông tốt nghiệp chuyên ngành văn học ngôn ngữ Trung Quốc tại Học viện Sư phạm Khúc Phụ (nay là Đại học Sư phạm Khúc Phụ).
Tháng 1 năm 1979, ông được bổ nhiệm làm Phó Bí thư Huyện ủy Thái An, tỉnh Sơn Đông. Tháng 2 năm 1984, ông được bổ nhiệm giữ chức Bí thư Thị ủy Thái An, tỉnh Sơn Đông. Tháng 5 năm 1985, ông được bổ nhiệm làm Phó Bí thư Thành ủy, Thị trưởng thành phố Thái An, tỉnh Sơn Đông. Tháng 8 năm 1986, ông được bổ nhiệm giữ chức Bí thư Thành ủy Thái An. Tháng 3 năm 1989, ông được bổ nhiệm làm Phó Tỉnh trưởng tỉnh Sơn Đông. Tháng 4 năm 1993, ông kiêm nhiệm vị trí Ủy viên Ban Thường vụ Tỉnh ủy Sơn Đông. Tháng 11 năm 1994, ông được bổ nhiệm giữ chức vụ Phó Bí thư Tỉnh ủy, Phó Tỉnh trưởng tỉnh Sơn Đông.
Tháng 12 năm 1999, ông được bổ nhiệm giữ chức Phó Bí thư Tỉnh ủy Hắc Long Giang. Tháng 1 năm 2000, ông được bổ nhiệm làm Phó Bí thư Tỉnh ủy, quyền Tỉnh trưởng tỉnh Hắc Long Giang. Tháng 2 năm 2000, ông chính thức trở thành Tỉnh trưởng Chính phủ Nhân dân tỉnh Hắc Long Giang.
Tháng 3 năm 2003, ông được bổ nhiệm làm Bí thư Tỉnh ủy Hắc Long Giang. Tháng 4 năm 2003, Tống Pháp Đường được bầu kiêm nhiệm chức vụ Chủ nhiệm Ủy ban Thường vụ Đại hội đại biểu nhân dân tỉnh Hắc Long Giang và thay ông ở vị trí Tỉnh trưởng tỉnh Hắc Long Giang là Trương Tả Kỉ. Tháng 12 năm 2005, Tống Pháp Đường được bổ nhiệm làm Phó Chủ nhiệm Ủy ban Giáo dục, Khoa học, Văn hóa và Y tế của Quốc hội khóa X nhiệm kỳ 2003-2008 và thay ông ở vị trí Bí thư Tỉnh ủy Hắc Long Giang là Tiền Vận Lục. Tháng 1 năm 2006, ông từ chức Chủ nhiệm Ủy ban Thường vụ Đại hội đại biểu nhân dân tỉnh Hắc Long Giang. Tháng 3 năm 2008, ông trở thành Phó Chủ nhiệm Ủy ban Giáo dục, Khoa học, Văn hóa và Y tế của Quốc hội khóa XI nhiệm kỳ 2008-2013.
Ông là Ủy viên dự khuyết Ban Chấp hành Trung ương Đảng Cộng sản Trung Quốc khóa XV và Ủy viên Ban Chấp hành Trung ương Đảng Cộng sản Trung Quốc khóa XVI.